# مانويل فلوريس ليون غيريرو
مانويل فلوريس ليون غيريرو (بالإنجليزية: Manuel Flores Leon Guerrero)‏ هو سياسي أمريكي، ولد في 29 أكتوبر 1914 في هاغاتنيا في الولايات المتحدة، وتوفي في 9 أكتوبر 1985 في الولايات المتحدة. حزبياً، نشط في الحزب الديمقراطي. وقد انتخب حاكم غوام (9 مارس 1963 – 20 يوليو 1969) وانتخب عضو الهيئة التشريعية في غوام ‏ وانتخب Secretary of Guam ‏.